# Петерсен, Янн
Янн И́нги Пе́терсен (фар. Jann Ingi Petersen; 7 января 1984, Сальтнес, Фарерские острова) — фарерский футболист, игрок клуба Б68. Выступал в сборной Фарерских островов.

## Карьера
Янн начинал свою карьеру в клубе «Б68». Он дебютировал за команду в 2000 году и провёл в том сезоне десять игр. За четыре первых сезона в клубе Петерсен провёл 82 встречи. В 2004 году Янн перешёл в датский «Фремад Амагер», но надолго там не задержался и вернулся в «Б68». За три сезона он провёл сотню матчей и затем направился в более сильный НСИ. После двух сезонов в НСИ Янн провёл немного времени в «Скайв ИК», где ни разу не сыграл, и потом снова вернулся в родную команду. В 2013 году Янн перешёл в «Викингур».

## Достижения
- Победитель первого дивизиона (2): 2005, 2007

## Карьера в сборной
За взрослую сборную Фарерских островов Янн провёл двадцать три игры, также он выступал за молодёжные сборные до 16, 18 и 19 лет.